# Calcomenita
La calcomenita és un mineral de la classe dels òxids. Rep el nom del grec χαλκος, coure, i μήυη, lluna (del seleni).

## Característiques
La calcomenita és un òxid de fórmula química Cu(Se⁴⁺O₃)(H₂O)₂. Cristal·litza en el sistema ortoròmbic. La seva duresa a l'escala de Mohs oscil·la entre 2 i 2,5.
Segons la classificació de Nickel-Strunz, la calcomenita pertany a «04.JH - Selenits sense anions addicionals, amb H₂O» juntament amb els següents minerals: ahlfeldita, clinocalcomenita, cobaltomenita, mandarinoïta, orlandiïta i larissaïta.

## Formació i jaciments
Va ser descoberta al segle xix al Cerro de Cacheuta, dins la Sierra de Cacheuta, a la localitat homònima del departament de Luján de Cuyo, a Mendoza, Argentina. A més d'altres indrets de l'Argentina, també ha estat descrita a Bolívia, Mèxic, el Canadà, els Estats Units, França, Alemanya, República Txeca, Noruega, Espanya, Suècia, Anglaterra, Itàlia, Irlanda, República Democràtica del Congo, República Popular de la Xina i Austràlia.